# Квінт Юній Блез (консул 28 року)
Квінт Юній Блез (лат. Quintus Iunius Blaesus, ? — 36) — державний та військовий діяч Римської імперії, консул-суффект 28 року.

## Життєпис
Походив з роду Юніїв. Син Квінта Юнія Блеза, консула-суффекта 10 року. Про молоді роки немає відомостей. У 14 році обіймав посаду військового трибуна у провінції Паннонія, служив там під орудою батька. У 22—23 році був легатом у провінції Африка, де його батько керував як проконсул.
У 28 році став консулом-суффектом разом з Луцієм Антістієм Ветом. У 36 році був звинувачений в образі величі. Не чекаючи вироку Квінт Сілан наклав на себе руки.